# FC Rodange 91
El FC Rodange 91 es un equipo de fútbol de Luxemburgo que juega en la División Nacional de Luxemburgo, la primera división de fútbol en el país.

## Historia
Fue fundado en el año 1991 en la ciudad de Rodange luego de la fusión de los equipos FC Chiers Rodange y FC Racing Rodange, equipos amateur de la ciudad con el fin que el club llegara a jugar en la Division Nationale en poco tiempo.
El club la mayor parte de su historia han jugado en la Éirepromotioun hasta que en la temporada 2016/17 terminó en segundo lugar de la Éirepromotioun, con lo que en la temporada 2017/18 jugar por primera vez en la Division Nationale, temporada en la que descendió a la segunda categoría luego de terminar en el lugar 13 entre 14 equipos.

## Palmarés
- Éirepromotioun: 1

2018/19